# Prinsbisdom Luik

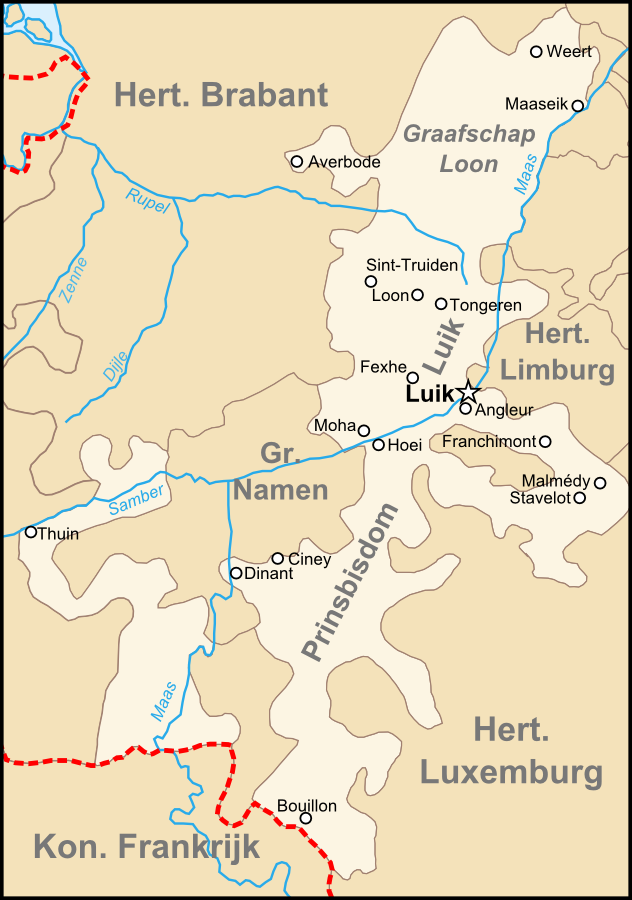
Luik in de tweede helft van de 14e eeuw.

Bisdom Luik (groen/rood) en prinsbisdom Luik (rood) voor 1559

Het prinsbisdom Luik of (hoog)stift Luik, was oorspronkelijk een bisdom waarover bisschop Notger in 980 van keizer Otto II van het Heilige Roomse Rijk de heerlijke rechten kreeg en dus naast de geestelijke macht ook de wereldlijke macht kon uitoefenen. Vanaf dat ogenblik werd een deel van het bisdom Luik een prinsbisdom en genoot het immuniteit onder bescherming van de keizer. Het was de facto een semi-zelfstandig land geworden.

## Vroege middeleeuwen
De stad Luik werd in bloed gesticht. De bisschop van Tongeren - Maastricht, Lambertus, bezat een landhuis in het kleine plaatsje Luik, hoogstwaarschijnlijk een verbouwde Romeinse villa. Op 17 september van een onbekend jaar (696, 700 of 705), werd hij vermoord door de mannen van een zekere Dodon, leden van een rivaliserende familie. Zijn lichaam werd naar Maastricht overgebracht.
Al snel werden wonderen toegeschreven aan het huis, en het werd een bedevaartsoord. In 714 haalde zijn opvolger Hubertus de relikwieën van Lambert terug naar Luik en wijdde een kerk aan hem. Een stad groeide eromheen. In 722 besloot Sint-Hubertus zich in Luik te vestigen, maar niets gaf aan dat hij dit de nieuwe bisschopszetel wilde maken. Toch zal dit er de consequentie van zijn geweest.
In 742 werd Karel de Grote in de omgeving van Luik geboren. In 817 liet de kaart van Walcand zien dat het bisdom al Tongeren, Maastricht, Hoei, Dinant, Ciney en de abdij van Saint-Hubert in bezit had. De Noormannen plunderden en verwoestten het gebied daarbij in 820 voor de eerste keer. Met het Verdrag van Verdun van 843 werd Luik deel van Lotharingen. Het werd in 985 door keizer Otto II uitgebreid met het graafschap Hoei. Het domein van Theux werd in 898 door Zwentibold, koning van Lotharingen, aan de bisschop van Luik geschonken. In de twaalfde eeuw werd deze heerlijkheid het markgraafschap Franchimont. Het hertogdom Bouillon werd in 1096 gekocht van Godfried V (Godfried van Bouillon) en bleef (een apart) deel van het prinsdom tot 1678.
Het nieuwe prinsbisdom omvatte onder meer de Condroz, Tussen-Samber-en-Maas, Haspengouw en de Kempen. Het omvatte daarnaast vele exclaves buiten het eigenlijke Luikse gebied, zoals Heerewaarden, Deurne (Waals-Brabant), Bevekom en Luyksgestel in Brabant, alsook tijdelijk de heerlijkheid Mechelen en Heist-op-den-Berg en het hertogdom Bouillon. In 1366 werd ook het graafschap Loon toegevoegd.

## Graafschap Loon
In 1366 annexeerde Jan van Arkel het graafschap Loon na de dood van Diederik van Heinsberg, maar toch behield het graafschap een grote autonomie. Zo kon de prins-bisschop niet zomaar belastingen innen of verhogen, en moest hij bij zijn aantreden de oude privileges van Loon erkennen.

## Bourgondische tijd
De Bourgondiërs slaagden erin om prins-bisschoppen te installeren die hen goed gezind waren (zie Lodewijk van Bourbon). De opeenvolgende conflicten, de Luiks-Bourgondische Oorlogen, leidden onder meer tot de Slag bij Montenaken en de Slag bij Brustem. Bij het tot stand komen van de Vrede van Sint-Truiden werd Luik een Bourgondisch protectoraat. Karel de Stoute brandde de stad in 1468 plat na een nieuwe opstand en een groot deel van de bevolking werd uitgemoord. Maria van Bourgondië verzaakte op 19 maart 1477 al haar rechten op het prinsbisdom.
Het prinsbisdom besloot in 1492 de neutraliteit uit te roepen en zich niet meer in te laten met de strijd tussen Frankrijk en Bourgondië. Deze staten beloofden een non-interventie-politiek, vrije handelsbetrekkingen en bij passage al het nodige te kopen en te betalen. Everhard van der Marck sloot wel een verbond met keizer Karel V, maar de Luikenaars dwongen zijn opvolger Gerard van Groesbeek dit verbond op te zeggen.

## 16e -18e eeuw
Het graafschap Horn kwam in 1568, na de onthoofding van Filips van Montmorency, aan de prins-bisschop van Luik, maar het bleef een zelfstandig leen.
Luik behoorde dus niet tot de Zeventien Provinciën, noch tot de Spaanse en Oostenrijkse Nederlanden; wel wordt het meestal tot de Zuidelijke Nederlanden gerekend. Hoewel het prinsbisdom deel uitmaakte van de Nederrijns-Westfaalse Kreits binnen het Heilige Roomse Rijk, bleef het tot de Franse annexatie in 1795 een min of meer onafhankelijke staat. De prins-bisschop was er als rijksvorst lid van de Rijksdag. Het territorium van het prinsbisdom was niet alleen grillig van vorm; er waren meerdere Luikse exclaves in het hertogdom Brabant: bijvoorbeeld Bevekom, Deurne (Waals-Brabant), Luyksgestel en tijdelijk ook de heerlijkheid Mechelen met Heist-op-den-Berg. Bovendien waren er complexe besturen tussen Luik en Brabant zoals in Hoegaarden.
Vanaf het begin van de 17e eeuw speelde het geschil tussen Chiroux en Grignoux.
In de Negenjarige Oorlog (1688-1697) stond Luik onder bijzondere bedreiging, het prinsbisdom was deel van het Heilige Roomse Rijk en bevond zich in het grensgebied van Frankrijk. Het gebied werd bijna volledig bezet door Frankrijk. Prinsbisschop Johan Lodewijk van Elderen probeerde zich daarna neutraal op te stellen en ondertekende in 1689 een neutraliteitsverdrag
met Frankrijk. De Nederlanders erkenden dit verdrag niet en marcheerden het prinsbisdom binnen. Ze bedreigden de hoofdstad en dwongen Johan Lodewijk om
mee te gaan in de anti-Franse alliantie. Hierdoor werd het prinsbisdom door de Fransen verwoest en de stad Luik door bombardementen voor een groot deel vernietigd.

### Economie
Door de natuurlijke rijkdommen en de nijverheid kende het prinsbisdom een zekere welvaart. De landbouwgronden behoorden voor het grootste deel toe aan de adel en de clerus, die grote kasteelhoeven lieten bouwen. Er werd graan verbouwd en in Verviers was er een wolindustrie. Door de steenkoolontginning ontstond er een ijzerindustrie en Luik werd befaamd als exporteur van kanonnen en ander wapentuig en van buskruit. Ook de glasindustrie bloeide. Deze eerste industrialisering zorgde voor een toestroom van werklieden in de steden en het ontstaan van een nieuwe, financiële aristocratie vanuit bankiers en handelaars.

## Van prinsbisdom tot bisdom
In 1789 kwamen de Luikenaars, in de maalstroom van de Franse Revolutie, in opstand tegen hun prins-bisschop. De Luikse Revolutie eiste gelijkaardige hervormingen als in Frankrijk. Tegelijk kwamen de Oostenrijkse Nederlanden in opstand tegen de Habsburgse heerser en stichtten de Verenigde Nederlandse Staten, waarmee de Luikse republiek een verbond sloot. Maar de nieuwe keizer herstelde niet alleen het gezag in zijn Zuidelijke Nederlanden; hij zette ook de prins-bisschop, Cesar van Hoensbroeck, terug op zijn post.
In 1795 was het uit met het prinsbisdom. Een eerste Franse annexatie op 12 mei 1793 hield geen stand. De Franse Nationale Conventie annexeerde op 1 oktober 1795 het gebied een tweede keer, en herschikte het in een aantal departementen: Nedermaas (Loon), Ourthe (Luik en het abdijvorstendom Stavelot-Malmedy), en Samber en Maas (Dinant en omgeving). In totaal werd het grondgebied van het prinsbisdom over zeven departementen verspreid. De monumentale Sint-Lambertuskathedraal in het centrum van Luik, eeuwenlang het toonbeeld van de prinsbisschoppelijke macht, werd via een uitgewerkt meerjarenplan met de grond gelijk gemaakt.
Met het Concordaat van 15 juli 1801 werd het bisdom Luik heropgericht, nu als geestelijk bisdom Luik.